# Zsigmond Széchenyi

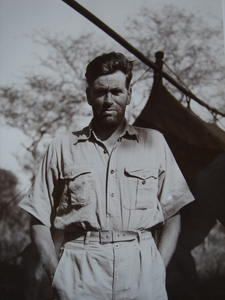
Zsigmond Széchenyi in Afrika

Graf Zsigmond Széchenyi von Sárvár-Felsővidék (* 23. Januar 1898 in Großwardein; † 24. April 1967 in Budapest) war ein ungarischer Jäger, Reisender und Schriftsteller. Er ist eine herausragende Figur der ungarischen Jagdkultur. Er jagte in Afrika, Indien, Alaska und verschiedenen Teilen Europas. Seine herausragendste Jagdtrophäe war ein Weltrekord-Addax. Seine Jagdbibliothek als bedeutendste Sammlung von Jagdlehrbüchern in Ungarn kann im Ungarischen Naturkundemuseum eingesehen werden.

## Biografie
„Wir bekamen Vorstellungskraft als Ausgleich für alles, was wir nicht sind, und einen Sinn für Humor als Trost für das, was wir sind.“

### Familie
Széchenyi war ein Nachkomme der römisch-katholischen Adelsfamilie Széchenyi im Szárvár-Hinterland. Sein Vater, Graf Viktor Széchenyi von Sárvár-Felsővidék (1871–1945), war der Herr von Komitat Fejér und der freien königlichen Stadt Székesfehérvár. Seine Mutter war Gräfin Karolina Ledebur-Wicheln (1875–1956). Seine Großeltern väterlicherseits waren Graf Dénes Széchenyi (1828–1892), ein Mitglied des Haupthauses, Mitglied des Parlaments, und Gräfin Mária Hoyos (1838–1926), eine kaiserliche und königliche Palastdame. Seine Großeltern mütterlicherseits waren Graf János Ledebur-Wicheln (1842–1903), k.u.k. Kammerherr, Ministerialrat, Großgrundbesitzer von Mosschau und Gräfin Czernin von und zu Karonia Chudenitz (1847–1907), k.u.k. Hofdame. Seine Geschwister waren: Graf László Esterházy und Gräfin Sarolta Antónia Széchenyi („Sarah“), Gräfin Irma Széchenyi, Gräfin Czernin von und zu Chudenitz Gräfin Márta Széchenyi und Graf Széchenyi.
Graf Zsigmond Széchenyi war der Urenkel des Gründers des Ungarischen Nationalmuseums, Graf Ferenc Széchényi. Sein Urgroßvater war Graf Lajos Széchényi, Bruder von Graf István Széchenyi, dem „größten Ungarn“.
Seine erste Ehe schloss er mit Stella Crowther (Wimbledon, London, England, 24. Juli 1913 – † Henfield, West Sussex, England, 27. Dezember 1990); am 2. Juni 1936 in der Sigmundskapelle in Budapest. Die Vereidigungszeremonie wurde von Lajos Shvoy durchgeführt, Bischof von Székesfehérvár. Ihr Sohn, Graf Péter Széchenyi, wurde am 4. Februar 1939 in London geboren, alle drei lebten in Ungarn. Stella Crowther und ihr Sohn Péter Széchenyi zogen am Beginn des Krieges während der Belagerung von Budapest in ihre Heimat zurück. Ihre Villa wurde niedergebrannt. Zsigmond Széchenyi lebte bis zu seiner Deportation im Haus seines Vaters in Budavár. Am 13. März 1945 wurde er von den sowjetischen Behörden festgenommen und bis zum 19. April 1945 in einem Lager am Kálmán-Tisza-Platz (heute: Johannes-Paul-II.-Platz) und dann in Csömör festgehalten.
Während eines seiner Verhöre im Mosonyi-Gefängnis traf er zufällig seinen Vater, der später zwei Tage vor seiner Entlassung aus der Gefangenschaft starb. 1945 ließ er sich von seiner Frau scheiden. Ab 1947 war er Jagdaufseher und bis 1950 Museologe. Die Funktion als Jagdaufseher des Nationalen Forstzentrums behielt er ständig bei. 1951 wurde er in einen Hühnerstall nach Tiszapolgár deportiert – in welchem sich auch noch die Hühner befanden, als er ankam. Nach fünf Monaten bezog er eine andere Zwangsunterkunft, Balatongyörök, weil Bekannte eine Aufnahmeerklärung abgaben. Im November 1952 wurde er von der Polizei nach Keszthely, dann nach Veszprém und Anfang Dezember in das Budapester Tolonhaus deportiert. Anfang April 1953 wurde er für zwei Monate in das Sopronkőhida-Gefängnis verlegt, dann in die Tolonha zurückgebracht, aus der er am 13. Juni entlassen wurde. Er musste zurück nach Balatongyörök ziehen, wo er bis zum Frühjahr 1959 lebte, dort lernte er seine zweite Frau, Margit Hertelendy, kennen.
Unter dem kommunistischen Regime der Ungarischen Volksrepublik bekam er mit Hilfe eines Freundes eine Anstellung in der Keszthely-Helikon-Bibliothek und konnte wieder jagen. Seine zweite Frau, Margaret Hertelendy (Pacsa, Kreis Zala, 26. März 1925), war eine geschiedene von Hertelend und Vindornyalak alter transnubischer Herkunft. Das Paar heiratete am 5. Mai 1959 in Keszthely. Margaret arbeitete zusammen mit Zsigmond in der Keszthely-Helikon-Bibliothek. Ihr erster Ehemann, Miklós Birck, war ein Agraringenieur, mit welchem sie eine Tochter, Eszter Birck, hatte. Margaret Hertelendys Vater, József Hertelendy (1889–1933) von Hertelend und Vindornyalak, war Richter in Perlak, Mitglied des Kreisausschusses und Landbesitzer aus Pacsa, und ihre Mutter war Margit Szentmihályi (1894–1977) aus Révfalva. Die Großeltern väterlicherseits von Margaret Hertelendy waren József Hertelendy (1855–1907) von Hertelend und Vindornyalak, ein Mitglied der Komitat Zala Legislative, Landbesitzer und Ritter, und Elvira Kucinic ( 1859– †?). Margarets Großeltern mütterlicherseits waren Dezső Szentmihályi (1863–1935), Landbesitzer, Mitglied des Oberhauses und Vizepräsident der „Zalavármegyei Economic Association“, und Ilona Koller (1871–1934).
Ein Vorfahre von Margaret Hertelendy war György Hertelendy (1764–1831), ein Pseudonym von Zala, der der Vormund von Ferenc Deák und dessen Brüdern war, als diese verwaist waren.
Die Ehe mit Margaret Hertelendy blieb kinderlos.

### Ausbildung
Er verbrachte seine Kindheit in Sárpentele, Komitat Fejér (heute Sárszentmihály) und bei österreichischen und tschechischen Verwandten in Gutenstein, Milleschau und Niemes. Sein Abitur absolvierte er am Staatsgymnasium in Székesfehérvár und dann am Ferenc-József-Gymnasium in Budapest.
Er machte 1915 seinen Abschluss, wurde dann sofort eingezogen und diente von 1916 bis 1918 im Ersten Weltkrieg. Dann begann er sein Jurastudium, brach es aber 1919 ab, weil er sein Leben dem Studium der Flora und Fauna widmen wollte. Seine diesbezüglichen Hochschulbildung durchlief er zwischen 1920 und 1921 in München und Stuttgart, 1922 und 1923 erweiterte er in Oxford und Cambridge seine sprachlichen und zoologischen Kenntnisse.

### Zweiter Weltkrieg und danach
Zwischen 1924 und 1932 wirtschaftete er in Kőröshegy im Komitat Somogy, in diese Zeit fiel auch seine erste afrikanische Tiersammlung und Jagdexpedition. Im Frühjahr 1927 jagte er mit László Almásy im Sudan, dann jagte er in Ägypten, Libyen, Kenia, Tangan und Uganda. Alaska folgte 1935, Indien 1937–1938 und Afrika wieder 1938. Er erlitt große Verluste während des Zweiten Weltkriegs. Seine Villa in der Istenhegyi út im XII. Budapester Bezirk brannte nieder und seine Trophäensammlung wurde zerstört. Ab 1947 arbeitete er als Jagdaufseher im Nationales Forstzentrum. Ab 1950 war er Museologe am Landwirtschaftsmuseum, wurde aber bereits 1951 auf einen Bauernhof neben Polgár im Komitat Hajdú-Bihar verlegt. In der Zeit von Rákosi erlitt er viel Unrecht, trat dann aber in den 1950er Jahren in die Keszthelyer Helikon-Bibliothek ein, wo er an einer professionellen Bibliographie über Jagdliteratur in vier Sprachen arbeitete. 1955 veröffentlichte das Fiction Publishing House Csui! …, das seit einem Vierteljahrhundert veröffentlicht wurde. Seine Frau Margit Hertelendy begann ebenfalls wieder zu schreiben, um ihn zu ermutigen.
1960 unternahm er eine offizielle Staatsexpedition nach Ostafrika (mit István Dénes, János Szunyoghy, Imre Schuller und Kornél Böröczky). 1964 kam er zum neunten und letzten Mal nach Afrika. In seinen letzten Lebensjahren wurde ihm die Anerkennung seiner Arbeit auch unter dem sozialistischen Regime zuteil. János Kádár jagte auch mehrmals mit ihm. Er starb am 24. April 1967 in Budapest. Seine Spezialbibliothek überstand den Zweiten Weltkrieg und umfasste zum Zeitpunkt seines Todes mehr als 4000 Bände.

## Jagdreisen

### Europa
Zwischen 1915 und 1930 jagte er Rotwild hauptsächlich in den Gütern Bakony, Vértes und Kőröshegy in Ungarn und reiste deshalb in die Karpaten. Er besuchte Siebenbürgen regelmäßig ab 1941, hauptsächlich Dédabisztra in Marostorda, wo er außer Hirschen Bären und Rehe jagte. Wildschweine jagte er später in Tirol, wohin er auch Jahr für Jahr kam, um Gämsen und Rebhühner zu jagen. Während seiner Reisen in Europa besuchte er mehrere Länder. Dort jagte er unter anderem Birkhühner in Schottland sowie Alpensteinböcke in Italien.

### Afrika
- 1927: Seine erste Jagdreise nach Afrika mit László Almásy als Begleiter in der östlichen Hälfte des Sudan in der Provinz Kassala nahe dem Äthiopischen Reich nahe der abessinischen Grenze.
- 1928 Jagd im November im Büffel- und Flusspferd-Camp neben dem Ewaso Ng'iro River in Kenia, im Maasai Reserve; Er jagte Leoparden, Löwen, Büffel, Elefanten, Impalas und Nashörner. Bei dieser Jagd war sein Partner István Károlyi.
- 1929 im März jagte er Elefanten in der Kitui Gegend in Kenia.
- 1932 November – März 1933: Er kehrte nach Kenia zurück, wo er hauptsächlich Elefanten, Bongo (Antilope), Antilope und Löwen jagte.
- 1933 November – März 1934: Er erlegte in Kenia Kaffernbüffel im nördlichen Gebiet von Ewaso Ng'iro, einen großen Tölpel auf dem Mount Khulal, einen Elefanten zu Weihnachten und dann wieder einen Büffel und einen Löwen.
- 1935 Januar – März: Er nahm an einer von László Almásy geleiteten Expedition in der Libyschen Wüste im Sudan teil, wo er mit Jenő Horthy Antilopen jagte. Hier schoss er seine Weltrekord-Addax. Seine Wüstenerlebnisse wurden in seinem Buch Rolling Sand festgehalten.
- 1938 erlegte er einen Nubischen Steinbock in Ägypten, als er aus Indien zurückkehrte.

### Asien
Er fasste seine asiatischen Jagderfahrungen Dezember 1937 – März 1938 in Indien in seinem Buch Nahar zusammen.

### Nordamerika
Im Sommer 1935 jagte er in Alaska Elche, Kodiakbären, kanadische Wildschafe und Rentiere.

## Werke

### Ungarisch
| Titel                    | Veröffentlichung | Auflagen | Exemplare |
| ------------------------ | ---------------- | -------- | --------- |
| Csui!...                 | 1930.            | 10       | 351 650   |
| Elefántország            | 1934.            | 2        | 9 000     |
| Hengergő homok           | 1935.            | 3        | 45 600    |
| Alaszkában vadásztam     | 1937.            | 9        | 210 550   |
| Nahar                    | 1940.            | 8        | 280 200   |
| Afrikai tábortüzek       | 1959.            | 4        | 187 000   |
| Ahogy elkezdődött        | 1961.            | 5        | 159 350   |
| Denaturált Afrika        | 1968.            | 2        | 90 500    |
| Vadászat négy földrészen | 1987.            | 1        | 19 600    |
| Két kecske               |                  | 1        | 3 000     |
| Trófeáim bemutatkoznak   |                  | 1        | 16 000    |
| A szarvas selejtezése    |                  | 1        | 500       |
| Ünnepnapok               |                  | 4        | 122 800   |
| Szarvasok nyomában       |                  | 1        | 76 000    |
| Total                    |                  | 52       | 1 571 750 |

### Übersetzungen
- Land of Elephants (London)
- Tusschen dieren Gouddelvers (Amsterdam)
- Alaska (München)
- Bergteufel und Wüstenböcke (Salzburg)
- Nahar kral 'dzungle (Bratislava)
- Poloval somma Alaske (Bratislava)
- Wie es begann... (Salzburg)
- Feiertage (Salzburg)

## Belege
- "Idézet Széchenyi Zsigmondtól". citatum.hu. abgerufen 22.04.2023.
- "Széchenyi 7". genealogy.euweb.cz. abgerufen 22.04.2023.
- "MAGYAR CSALÁDTÖRTÉNETI ADATTÁR". macse.hu. abgerufen 22.04.2023.
- Széchenyi, Zsigmond (1979). Szarvasok Nyomában. Athenaeum Nyomda. ISBN 963-280-702-2.
- Széchenyi Zsigmond, Dokumentarfilm (magyar nyelven). youtube.com. abgerufen 22.04.2023.
- Széchenyi Zsigmond, az Afrika vadász (magyar nyelven). Afrikavadasz.hu.
- Rácz Róbert: Nagy vadászok és gyűjteménygyarapítók (magyar nyelven). termeszetvilaga.hu. [2012. május 7-i dátummal az eredetiből archiválva].

| Personendaten    | Personendaten                                                  |
| ---------------- | -------------------------------------------------------------- |
| NAME             | Széchenyi, Zsigmond                                            |
| ALTERNATIVNAMEN  | Széchenyi von Sárvár-Felsővidék, Zsigmond (vollständiger Name) |
| KURZBESCHREIBUNG | ungarischer Jäger, Reisender und Schriftsteller                |
| GEBURTSDATUM     | 23. Januar 1898                                                |
| GEBURTSORT       | Großwardein                                                    |
| STERBEDATUM      | 24. April 1967                                                 |
| STERBEORT        | Budapest                                                       |